# Netlog

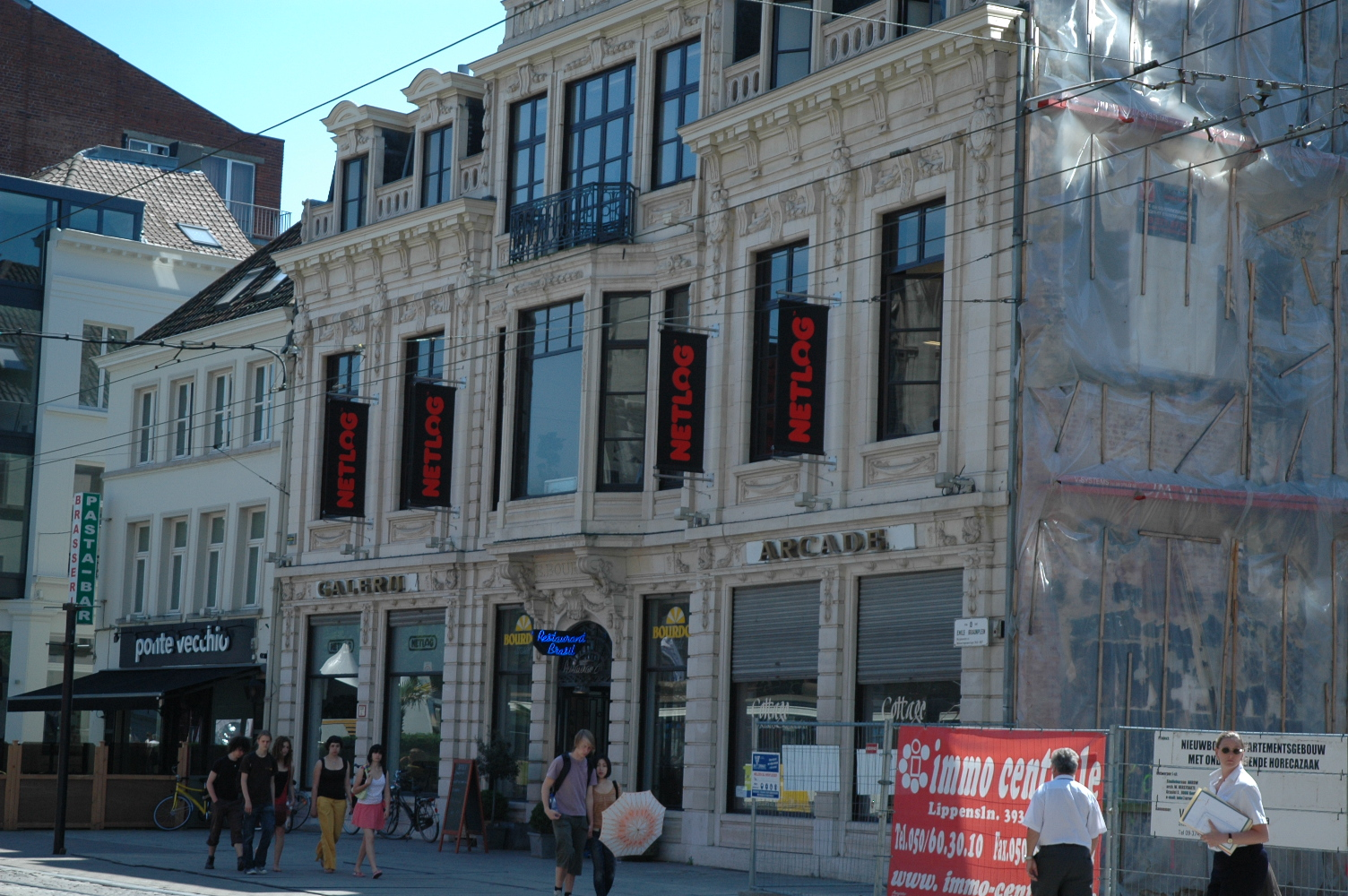
Der Sitz von Netlog …

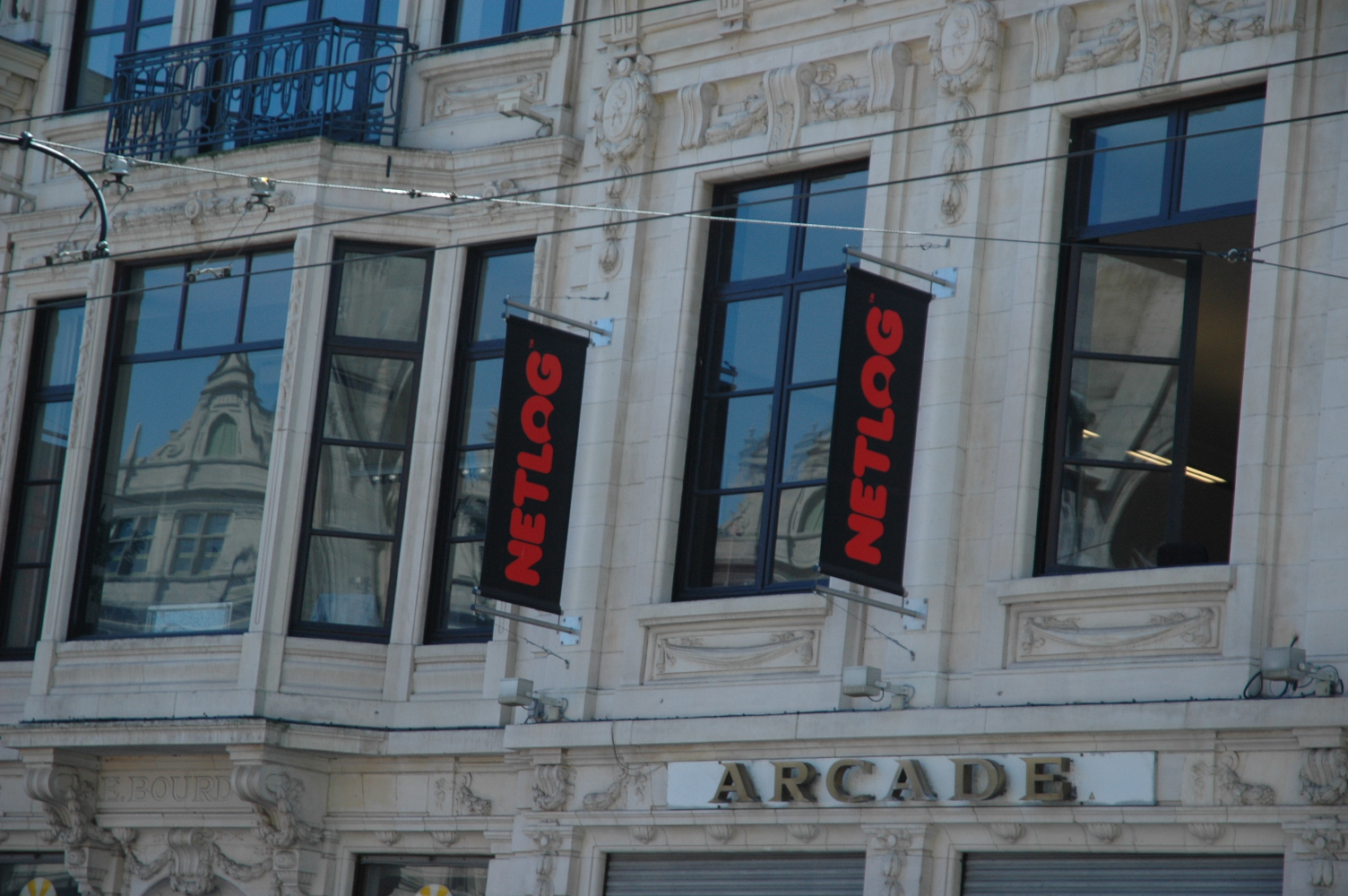
… in der belgischen Stadt Gent (Mai 2008).

Netlog war ein mehrsprachiges, werbefinanziertes soziales Netzwerk, das seinen Nutzern ermöglichte, kostenlose Benutzerprofile mit Fotos, Videos, Blogs, Gruppen usw. einzurichten. Es stellte den Betrieb im Frühjahr 2014 ein. Wenn man die Internet-Adresse von Netlog aufruft, dann wird man zu Twoo weitergeleitet.
Über Umwege waren alte, nicht gelöschte Profile jedoch noch bis ins Jahr 2018 erreichbar. Am 4. August 2018 informierte der Betreiber Nutzer, die sich vor 2012 angemeldet hatten, dass es 2012 einen sicherheitsrelevanten Zugriff auf die Nutzerdaten gab.

## Internetplattform Netlog
Netlog wurde in fünfzehn europäischen Sprachen betrieben, wurde laut eigenen Angaben von über 100 Millionen Mitgliedern, davon 3 Millionen aus dem deutschsprachigen Raum, genutzt und wies über vier Milliarden Webseitenaufrufe auf. Es wurde vor allem von 13- bis 24-jährigen Mitgliedern genutzt, die ein Profil anlegen und Kontakte untereinander knüpfen, neue Anwendungen nutzen, Gruppen anlegen und Nachrichten an andere Mitglieder senden konnten. Laut Angaben von Alexa.com lag Netlog 2012 auf Platz 645 der Websites mit dem größten Datenverkehr. 2008 gewann Netlog den Open Web Award von Mashable in der Kategorie „Mainstream und große soziale Netzwerke“.

## Betreiber
Netlog wurde von Lorenz Bogaert und seinem Partner Toon Coppens gegründet. Die 1999 gegründete Webseite „ASL.TO“, die sich an belgische Jugendliche richtete und später in Redbox sowie in Facebox umbenannt wurde, ging zusammen mit anderen -box-Webseiten im Jahre 2007 in der Internetplattform Netlog auf. Im Jahr 2007 investierten Index Ventures und Atomico Ventures fünf Millionen Euro in Netlog.
Das Unternehmen Netlog NV, das großteils durch Werbung finanziert wurde, hatte seinen Sitz im belgischen Gent und beschäftigte 2008 etwa 35 Angestellte. Im Januar 2011 ging Netlog in der belgischen Aktiengesellschaft Massive Media NV auf, die 2000 ebenfalls von Lorenz Bogaert und Toon Coppens gegründet worden war.

## Datenschutz
Netlog wurde dafür kritisiert, dass es den Mitgliedern kaum Möglichkeiten gab, ihre Privatsphäre zu schützen, und dass die sogenannte Friendfinder-Funktion automatisch wiederholt Einladungen versandt und umfassend Daten sammelte.
Im Juni 2009 erhob die belgische Urheberrechtsverwertungsgesellschaft SABAM gegen Netlog eine Unterlassungsklage und beantragte unter anderem, Netlog unter Androhung eines Zwangsgelds von 1000 Euro pro Tag des Verzugs aufzugeben, ab sofort jede unzulässige Zurverfügungstellung musikalischer oder audiovisueller Werke aus dem Repertoire von SABAM zu unterlassen. Netlog hielt dem entgegen, dass der Erlass dieser Unterlassungsanordnung ihr eine allgemeine Überwachungspflicht für sämtliche Kunden generell und präventiv und die Einrichtung eines Filtersystems auferlegen würde. Auf ein Vorabentscheidungsersuchen zu dieser Frage entschied der EuGH im Februar 2012, dass der Betreiber eines sozialen Netzwerks im Internet nicht gezwungen werden kann, ein generelles, alle Nutzer dieses Netzwerks erfassendes Filtersystem einzurichten, um die unzulässige Nutzung musikalischer und audiovisueller Werke zu verhindern.

## Datenleck von 2012
Im Juli 2018 verschickte Netlog eine E-Mail, in der die vor Dezember 2012 registrierten Benutzer über eine Sicherheitslücke in ihrer Benutzerdatenbank informiert wurden.